# فروزين
فروزين (بالبلغارية: Фружин)‏ وتُكتب Fružin أو Frujin (حوالي 1380م - حوالي 1460م) كان نبيلاً بلغارياً عاش في القرن الخامس عشر ونشط في المحاربة ضد الفتوحات العثمانية للإمبراطورية البلغارية الثانية. والده هو «إيڤان شيشمان» (بالبلغارية: Иван Шишман)‏ (بالإنجليزية: Ivan Shishman)‏ أحد آواخر القياصرة (تسار) البلغاريين، من تسارية (إمارة) «فيليكو ترنوفو». شارك فروزين مع ابن عمه «قسطنطين الثاني» ملك فيدين، آخر ملوك بلغاريا، في تنظيم ما بات يُعرف باسم «انتفاضة قنسطنطين وفروزين» ضد العثمانيين في بلغاريا، وكانت مدعومة من قبل الائتلاف المسيحي، ولكنها فشلت. كان مقر فروزين بشكل رئيسي في مملكة المجر، حيث كان حاكم مقاطعة «تيميس» (Temes).

## ولادته
لا يُعرف تاريخ ميلاد فروزين ولا سيرته الذاتية قبل فتح تارنوفو من قِبل العثمانيين عام 1393م، ولكن من تورطه في انتفاضة 1404م، يمكن استنتاج ولادته في عقد 1380م، العقد نفسه الذي تزوج فيه والديه، وليس هناك ذكر إنه كان ولد غير شرعي ابن زنا.

## عائلته
أخوه الأكبر «ألكساندر» (بالبلغارية: Александър)‏ هو أكبر أولاد تسار البلغاريين «إيڤان شيشمان». اعتنق «ألكساندر» الإسلام بعد الفتح العثماني، واعتمد اسم «اسكندر» وأصبح حاكم «سامسون» ثم «سميرنا»، حيث توفي هناك عام 1418م.
عندما فتح العثمانيون العاصمة «تارنوفو»، فر فروزين في البداية إلى إِقْلِيم عمه «إيڤان سراتسيمير» (بالبلغارية: Иван Срацимир)‏(بالإنجليزية: Ivan Sratsimir)‏ في فيدين، في شمال غرب بلغاريا فاستقر هناك بعض الوقت تحت الملك سيغيسموند الذي قرّب فروزين إلى بلاطه واعترف بادعائه للعرش البلغاري. 
قد يكون البطريرك المسكوني للقسطنطينية «جوزيف الثاني» أخ غير شقيق لفروزين.

## تمرده

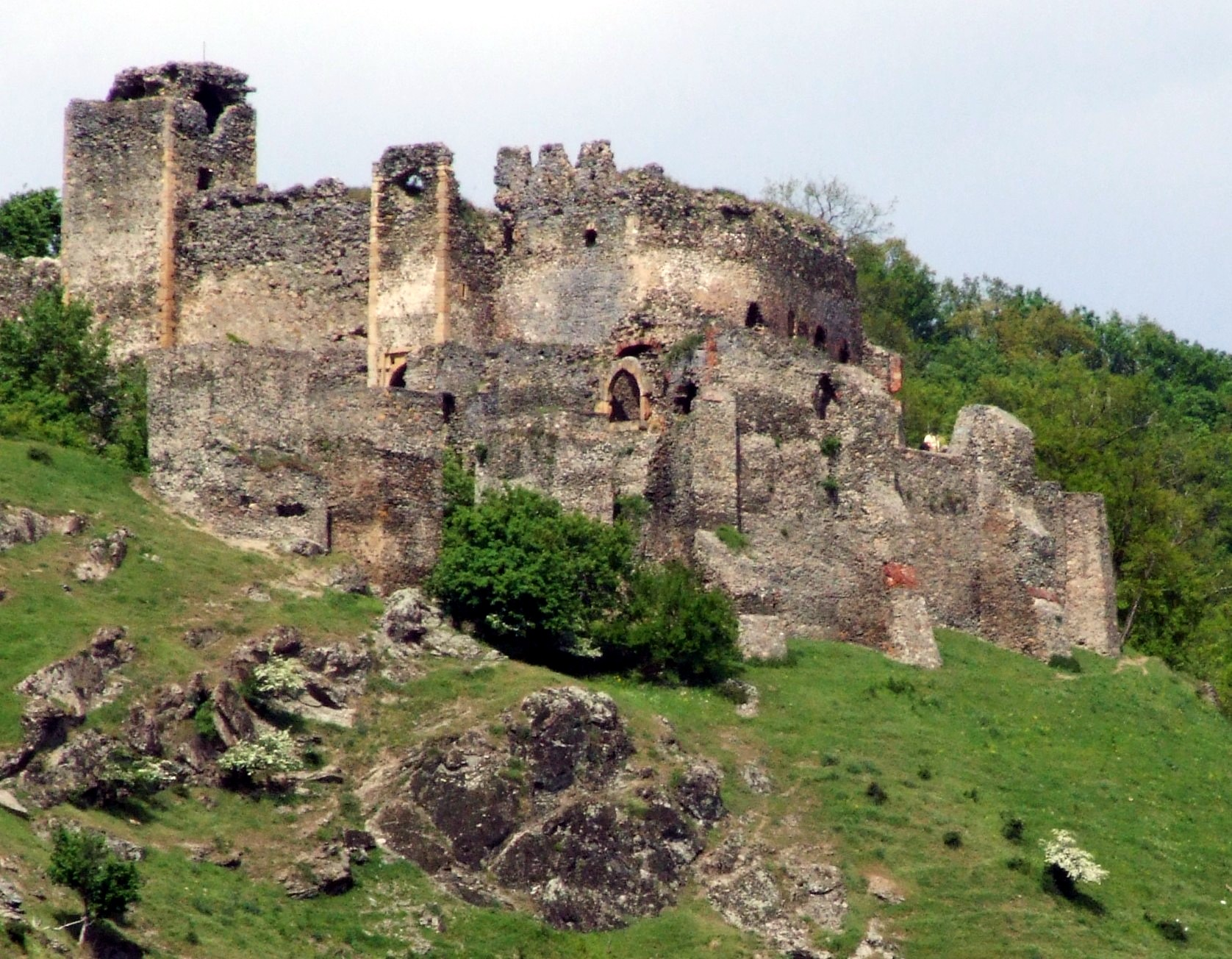
قلعة "إيمويموش" (imooimoş) بالقرب من ليبوفا (Lipova) الحديثة، من المحتمل أن تكون مقرًا للإقليم المجري لفروزين.

على الأرجح في عام 1404م، ترأس فروزين تمردًا معاديًا للعثمانيين في الأراضي البلغارية مع ابن عمه «قسطنطين الثاني»، ابن «إيڤان سراتسيمير» وآخر ملك بلغاري في فيدين. على الرغم من التفاصيل التاريخية المتضاربة فيما يتعلق بفترة التمرد وحجمه، هناك تلميحات إلى أن قسطنطين وفروزين تمكنوا من استعادة حكمهم على جزء من الأراضي البلغارية على الأقل. ومع ذلك، تم سحق الانتفاضة (ربما في 1413م أو 1418م) وعاد فروزين إلى المجر. 
في عام 1425م، شارك فروزين في الخدمة العسكرية المجرية في غارة مجرية وأفلاقية مشتركة على مدن فيدين وأورياهوفا وسيليسترا على نهر الدانوب مع «دان الثاني» (Dan II) ڤويڤود (حاكم) الأفلاق. كافأ الملك سيغيسموند فروزين على خدمته العسكرية بلقب نبيل، وعهد إليه بحكم مقاطعة «تيميس» (Temes) وقدم له إقليماً شخصيًا في «ليپّا» (Lippa).
زار فروزين جمهورية راغوزا (دوبروفنيك) وقادة الثورة الألبانية في عام 1435م كدبلوماسي للملك سيغيسموند.  
في عام 1444م، شارك مع ڤلاديسلاڤ الثالث ملك بولندا والمجر في حملة ڤارنا الصليبية، والتي كانت محاولة لطرد الأتراك العثمانيين من بلغاريا وأوروبا بمرسوم بابوي لكبح فتوحات الإمبراطورية العثمانية في أوروبا الوسطى، وتحديداً في البلقان. انتهت الحملة بكارثة على الصليبيين، حيث قُتل ڤلاديسلاڤ الثالث في معركة ڤارنا على البحر الأسود، ولم يرد ذكر فروزين في أي مصادر تاريخية لاحقة. 

## وفاته
توفي فروزين في براشوف (Brașov) عام 1460م.